# ایسوس زنفون
ایسوس زنفون نام سری از محصولات تلفن همراه بر پایه اندروید با طراحی و فروش شرکت ایسوس می‌باشد. نسل اول زنفون ها در نمایشگاه بین‌المللی سی‌ئی‌اس 2014 در لاس وگاس نوادا معرفی شد.علاوه بر پردازنده های اینتل، اسنپ‌دراگون، و پردازنده مدیاتک و سیستم عامل اندروید،همچنین دارای رابط کاربر Zen UI رابط کاربری مخصوص ایسوس می باشد.

## مدل‌ها[۱]
- ایسوس زنفون سی
- ایسوس زنفون ۲
- ایسوس زنفون ۲ لیزر
- ایسوس زنفون ۲ دلوکس
- ایسوس زنفون زوم
- ایسوس زنفون ۳
- ایسوس زنفون 3 مکس
- ایسوس زنفون ۳ اولترا
- ایسوس زنفون ۳ دلوکس
- ایسوس زنفون ای‌آر
- ایسوس زنفون 4
- ایسوس زنفون 4 مکس
- ایسوس زنفون 4 مکس پلاس
- ایسوس زنفون مکس پلاس(m1)
- ایسوس زنفون 5
- ایسوس زنفون 5q
- ایسوس زنفون 5z